# Rohrbach (Südliche Weinstraße)
Rohrbach település Németországban, Rajna-vidék-Pfalz tartományban. Lakosainak száma 1814 fő (2023. december 31.).

## Népesség
A település népességének változása:
| Lakosok száma | 1492 | 1778 | 1783 | 1778 | 1771 | 1814 |
|               | 1975 | 2017 | 2019 | 2021 | 2022 | 2023 |